# Theagenes von Rhegion
Theagenes von Rhegion (griechisch Θεαγένης ὁ Ῥηγῖνος Theagénēs) war ein griechischer Dichter des 6. Jahrhunderts v. Chr. aus der Stadt Rhegion. Nach einer Notiz in einem Ilias-Scholion des Neuplatonikers Porphyrios gilt er als Begründer der allegorischen Homerexegese. Durch metaphorische Interpretation suchte er die archaischen, anthropomorphen Göttergestalten Homers einer neueinsetzenden rationalistisch-aufklärerischen Kritik zu entziehen. Seine Werke sind verloren.